# Risotto seppie e bieta
Il risotto seppie e bieta è un piatto tradizionale di Viareggio, in Toscana.

## Preparazione
Aggiungere la bieta tritata e lasciar insaporire per un paio di minuti, poi le seppie pulite e tagliate a pezzi e alzare la fiamma per qualche minuto.
Togliere la bieta e le seppie dalla padella. Aggiungere in padella olio e riso, lasciar tostare per qualche minuto mescolando e salando. Rimettere le biete e le seppie, abbassare la fiamma e aggiungere la salsa di pomodoro (riscaldata a parte). Cuocere il risotto aggiungendo via via brodo vegetale o acqua (riscaldato a parte).